# Circopetes himeroides
Circopetes himeroides là một loài bướm đêm trong họ Geometridae.